# Kačji ugriz
Kačji ugriz je poškodba, ki nastane, ko kača zasadi zobe strupnike v telo žrtve. Ob tem lahko vanjo vbrizga strup, vendar to ni nujno (t. i. »suhi« ugriz). Kače naseljujejo vse celine razen Antarktike, vendar jih je večina nestrupenih. Strupeni ugriz služi kačam kot način lova plena, vendar se z njegovo pomočjo tudi branijo pred plenilci. Glede na to, da se strupenih kač pogosto ne da razlikovati od nestrupenih vrst ter da žrtev na začetku nemalokrat zgleda neprizadeto, je treba v primeru ugriza takoj poiskati zdravniško pomoč.
Število smrtnih izidov se zelo razlikuje glede na geografsko območje. Medtem ko je smrt zaradi kačjega ugriza relativno redka v Avstraliji, Evropi in Severni Ameriki, predstavlja v mnogih delih sveta, predvsem v podeželskih krajih s pomanjkljivo zdravstveno oskrbo v Indiji, Jugovzhodni Aziji in Afriki, resen javnozdravstveni problem. Vsako leto umre več kot 100.000 ljudi po vsem svetu, vendar se lahko nevarnost ugriza zmanjša z razmeroma preprostimi ukrepi, kot so zaščitna obuvala in izogibanje območij, naseljenih z nevarnimi vrstami kač. V Sloveniji smrtnih primerov zaradi kačjega ugriza ne beležimo več.
Teža klinične slike je odvisna od mnogih dejavnikov, med ostalim od vrste kače, količine vbrizganega strupa, mesta ugriza, starosti bolnika in pridruženih bolezenskih stanj. Večina ugrizov povzroči lokalne učinke, kot sta bolečina in oteklina. Pogosto se pojavijo tudi sistemski učinki, bodisi zaradi neposrednega delovanja toksinov bodisi zaradi preobčutljivostne reakcije, kar lahko privede do smrti zaradi odpovedi srčnožilnega sistema in/ali dihal. Prva pomoč se osredotoča na imobilizacijo prizadetega uda, pomiritev bolnika in hiter prevoz v zdravstveno ustanovo.

## Taksonomija, razširjenost in anatomija strupenjač
Od približno 3.000 vrst kač je le okoli 15 % nevarnih človeku. Mednje spadajo predvsem predstavniki družin gadov (Viperidae), strupenih gožev (Elapidae) in morskih kač (Hydrophiidae). Človeku nevarne so nekatere vrste iz družine gožev (Colubridae), kot je afriški boomslang (Dispholidus typus), in zemeljskih gadov (Atractaspididae), kot je Atractaspis microlepidota. Družina gadov se deli na dve poddružini, in sicer na jamičarke (Crotalidae), med katere spadajo npr. klopotače, mokasinke (Agkistrodon) in suličarke (npr. ameriška suličarka), ter prave gade (Viperinae), kot sta npr. gabonski gad in navadni gad. Med strupene gože spadajo tajpani, koralne kače, kobre in mambe.
Kače poseljujejo vse celine razen Antarktike, posebno veliko gostoto in raznovrstnost dosegajo v tropih. Živijo v različnih območjih, od pragozdov in savan do puščav in gorovja. Nekatere naseljujejo celo drevesne krošnje (npr. zelene mambe) in morja.
Tipični strupni aparat kače je sestavljen iz dveh obušesnih (parotidnih) strupnih žlez (ki sta pravzaprav spremenjeni žlezi slinavki), ki sta obdani z mišično ovojnico. Izvodili povezujeta žlezi s strupnikoma – votlima zoboma v zgornji čeljusti. Pri gadih sta strupnika dolga in se šele tik pred ugrizom izravnata. Med mirovanjem sta pomaknjena v sluznični gubi pod ustnim nebom. Pri strupenih gožih in morskih kačah sta strupnika manjša in relativno fiksirana. Poseben primer predstavljajo določene vrste kober, kot je mozambiška kobra (Naja mossambica). Svoje žrtve ne ugrizne, ampak pljuva strup neposredno v oči, kar povzroči trenutno bolečino, solzenje, ohromitev očesnih mišic (oftalmoplegijo), zamegljen vid ali celo prehodno slepoto.
Razlikovanje med strupenimi in nestrupenimi kačami je lahko dokaj težavno. Gadi imajo trikotno obliko glave (imajo jo tudi mnoge nenevarne vrste) ter pokončne in špranjaste zenice. Pri jamičarkah sta prisotni še dve vdolbini na sprednjem delu glave, ki sta čutilni organ za toploto. Klopotače imajo na koncu repa rožene obročke v obliki ropotulje, s katero potresejo ob vznemirjenosti, čeprav klopotače največkrat napadejo brez opozorila, kar je v nasprotju s splošnim prepričanjem. Barvni vzorec lahko človeka zelo zavede, saj imajo nenevarne vrste kač pogosto podobne vzorce kot strupenjače; primer tega je podobnost med teksaško koralno kačo (Micrurus tener) in mehiško kraljevsko smokuljo (Lampropeltis triangulum campbelli).
V spodnji galeriji so prikazani predstavniki navedenih družin strupenjač.
- Črna mamba (Dendroaspis polylepis)
- Vzhodna diamantna klopotača (Crotalus adamanteus)
- Rumenousta ploskorepa (Laticauda colubrina)
- Vzhodna rjava kača (Pseudonaja textilis)
- Russelov gad (Daboia russelii)
- Gabonski gad (Bitis gabonica)
- Boomslang (Dispholidus typus)
- Vzhodna koralna kača (Micrurus fulvius)

## Epidemiologija
V mnogih predelih sveta (predvsem pri državah v razvoju) prijava kačjega ugriza javnozdravstvenemu zavodu ni obvezna. Poleg tega nekateri štejejo vse ugrize, drugi samo ugrize z očitno zastrupitvijo, zato točnih epidemioloških podatkov za ves svet ni. Ocenjujejo, da se letno zgodi več milijonov kačjih ugrizov, (približno od 3 do 5 milijonov), od tega je polovica strupenih. Umre več deset tisoč ljudi (od 90.000 do 150.000). Med žrtvami prevladujejo otroci in starejši.
Večina ugrizov in smrti se zgodi predvsem na podeželju v tropskih območjih v južni Aziji, jugovzhodni Aziji in podsaharski Afriki. Med državami je najbolj prizadeta Indija, v kateri letno umre 10.000–15.000 ljudi. Ugrizi so pogosti poleti, ko so kače najbolj aktivne in ljudje veliko časa preživijo na prostem. V razvitih državah med zastrupljenci prevladujejo najstniki in mlajši odrasli, pogosto pod vplivom alkohola (v ZDA je takih zastrupljencev več kot 40 %), ki se poskušajo igrati s kačo ali jo ujeti. Ugrizi uvoženih eksotičnih vrst kač so pogosti pri zaposlenih v živalskih vrtovih in pri amaterskih herpetologih. Več kot 95 % ugrizov se nahaja na udih.
Vzroka visoke umrljivosti in poznih posledic v državah v razvoju sta predvsem pomanjkljiva zdravstvena oskrba in infrastruktura ter pomanjkanje protistrupa. Razpoložljiv protistrup je velikokrat slabo izdelan in zato neučinkovit. V razvitih državah je situacija drugačna, saj je npr. v Evropi tveganje za ugriz majhno, zdravstvena oskrba boljša in razpoložljivost protistrupa večja. V ZDA umre manj kot 1 % zastrupljencev, ki prejmejo protistrup.

## Mehanizem zastrupitve
Kačji strup je zapletena mešanica več deset različnih sestavin, ki delujejo tako, da onesposobijo, ubijejo in delno prebavijo plen. Med ostalim ga sestavljajo encimi (npr. proteolitični encimi, hialuronidaza, fosfodiesteraze, hidrolaze in oksidaze), nizkomolekularni polipeptidi, glikoproteini, kovinski ioni, metaloproteini, aminokisline, ogljikovi hidrati in beljakovine s specifično toksično aktivnostjo (npr. fosfolipaza A2 z nevrotoksičnim učinkom) idr. V človeški žrtvi strup povzroči lokalni citotoksični učinek zaradi prebavnih encimov kot tudi hemotoksični, nevrotoksični, kardiotoksični in/ali nefrotoksični učinek.
Okoli ugriza se strup hitro razširi do limfnih žil in preko njih do krvnega obtoka. Strup s svojim encimskim delovanjem povzroči lokalno okvaro podkožja, mišic in kapilar, zaradi česar pričnejo iz žil izstopati plazma in krvne celice. Temu sledi nastanek otekline in podplutbe. Zaradi širjenja po limfnem sistemu pride do vnetja žil in bezgavk (limfangiitis in limfadenitis). Sistemski učinki so kombinacija delovanja encimov (npr. motnje strjevanja krvi oziroma koagulacije), sproščanja endogenih snovi, kot so histamin, bradikinin, prostaglandini in serotonin (padec krvnega tlaka oziroma hipotenzija, prebavni zapleti in preobčutljivoste reakcije) ter delovanja beljakovin s specifičnim toksičnim učinkom na kri, živčevje, srce in ledvice. Do poškodbe ledvic lahko  pride tudi posredno zaradi hipotenzije, motenj strjevanja krvi in mioglobinurije (prisotnost mioglobina v urinu). Večsistemsko delovanje je značilno npr. za jamičarke, kar pomeni, da je napačno poimenovati kačji strup kot »nevrotoksin«, »kardiotoksin« ipd. Celokupni učinek na žrtev je torej odvisen od relativnega deleža določenih sestavin v strupu, kar je odvisno od vrste kače in njene starosti ter od krajevnih in sezonskih razlik.

## Diagnoza

### Klinični znaki in simptomi
Teža klinične slike je odvisna od mnogih dejavnikov. Na eni strani so vrsta in velikost kače, čas, ki je pretekel od ugriza in značilnosti ugriza, tj. mesta (večja nevarnost je ugriz v predel glave in vratu), količine vbrizganega strupa in globine ter števila ugrizov. Na drugi strani je bolnik – njegova starost in telesna masa in morebitna pridružena bolezenska stanja. Posledice ugriza so pri manjših otrocih bolj dramatične. Čas do nastopa znakov in simptomov je pri različnih vrstah kač različen: pri kobrah lahko nastopijo že po 5 minutah, pri krajtih (Bungarus) lahko šele po 10 urah. Najpogostejši simptom vseh ugrizov kač so neobvladljiv strah oziroma panika in čustvena nestabilnost, kar zaradi sproženja avtonomnega živčevja povzroči slabost, bruhanje, drisko (diarejo), vrtoglavico, omedlevico, pospešen srčni utrip (tahikardijo) ter hladno in potno kožo.

#### Lokalni učinki
Pri večini ugrizov kač, ne glede na to, ali gre za strupeno ali za nestrupeno vrsto, se pojavi lokalni učinek. Pri večini primerov (tj. nad 90 %) se pojavita blažja bolečina in rdečina, čeprav je to odvisno od mesta ugriza. Sled ugriza predstavljata dve ranici, med sabo oddaljeni okoli pol centimetra, ki krvavita le malo ali nič. Ranic je lahko več v primeru večkratnega ugriza. Po spodletelem ugrizu je lahko le ena ranica ali samo praska.
Ugrizi gadov in nekaterih kober so zelo boleči in lahko močno otečejo že po petih minutah, ob ugrizu se lahko pojavijo vodeni mehurji. Oteklina (edem) se hitro širi in lahko v hujših primerih zajame celoten ud, pri majhnih otrocih pa celotno telo. Oteklini se praviloma pridruži še obsežna podplutba. Bolečina se stopnjuje ob premikanju uda in širjenju otekline. Posebno nevaren je ugriz v predel vratu in glave, saj lahko oteklina povzroči zaporo dihalne poti. Zaradi širjenja strupa po mezgovnih (limfnih) žilah pride do njihovega vnetja (limfangiitis) ter do vnetja področnih bezgavk (limfadenitis), ki se kaže z njihovo bolečino in oteklostjo. Lokalni učinki pri strupenih gožih velikokrat niso izraziti in velikokrat ne povzročijo bolečine, kar velja tudi za nekatere klopotače.
Suhi ugrizi in ugrizi, ki jih povzročijo nestrupene kače, lahko navkljub popolni odsotnosti lokalnih (razen sledi ugriza) in sistemskih učinkov povzročijo resno poškodbo, predvsem zaradi okužbe z bakterijami (npr. Clostridium tetani), ki se prenesejo preko kačje sline in zob. Suhi ugrizi so pri strupenjačah dokaj pogosti, saj predstavljajo pri jamičarkah okoli 25 % vseh ugrizov, pri kobrah okoli 45 % in pri morskih kačah 75 %. V splošnem se ocenjuje, da je takšnih ugrizov 10–50 %. Suhi ugriz lahko potrdimo, ko je preteklo 8–12 ur, ne da bi se pokazal kakršenkoli znaki ali simptom.

#### Sistemski učinki
Pri ugrizih gadov se sistemski učinki velikokrat pokažejo v obliki prizadetosti prebavnega trakta, torej kot slabost, bruhanje, driska in bolečine v trebuhu. Prizadetost obtočil se predvsem kaže s padcem krvnega tlaka (hipotenzijo) in posledičnim šokom, včasih celo z motnjami prevajanja impulzov med preddvori in prekati na srcu (atrioventrikularni blok) in akutnim miokardnim infarktom. Prizadetost živčevja se kaže kot zaspanost, vrtoglavica, nezavest, krči in prizadetost možganskih živcev. Pri dihalih se pojavi predvsem zoženje in/ali zapora dihalne poti. Zaradi razkroja skeletnih mišic (rabdomiolize) in šoka lahko pride do akutne ledvične odpovedi. Poleg tega se lahko pojavijo vročina, prekomerno znojenje, krvavitve (npr. iz oči in ušes) in kovinski okus, predvsem pri klopotačah.
Ugrizi strupenih gožev se  lahko podobno kažejo s prizadetostjo obtočil, dihal in ledvic, vendar so v ospredju predvsem učinki na živčevje, ki se kažejo kot tresenje (tremor), krči, prizadetost možganskih živcev (zamegljenost vida, dvojni vid oziroma diplopija, dizartrija, oteženo požiranje oziroma disfagija), ohlapna ohromitev celotnega telesa, občutki zbadanja, mravljinčenja in žarenja (parestezije), občutek oteženega dihanja oziroma dispneja, motnje zavesti in aktivacija parasimpatika (slinjenje, izločanje sluzi v dihalih, slabost, bruhanje). Smrt velikokrat nastopi zaradi ohromitve (paralize) dihalnih mišic in posledične zadušitve.

### Preiskave
Med jemanjem anamneze in fizikalnim pregledom je treba ves čas nadzorovati vitalne znake (dihanje, srčni utrip in krvni tlak). Za objektivno oceno napredovanja lokalnega učinka zastrupitve je priporočljivo meriti obseg prizadetega uda vsakih 15 minut, dokler otekanje ne preneha. Elektrokardiogram (EKG) lahko pokaže spremembe vala T, spojnice ST, atrijsko fibrilacijo in upočasnitev ali pospešitev srčnega utripa (bradi- oziroma tahikardija).
Laboratorijske preiskave pomagajo pri oceni teže zastrupitve. Mednje spadajo hemogram, merjenje elektrolitov v serumu (pogosta je hiperkaliemija), kreatinin-kinaze in troponina, testi strjevanja krvi, analiza urina (zaradi morebitne prisotnosti krvi in beljakovin, tj. hemat- in proteinurije) ter plinska analiza arterijske krvi. Laboratorijski izvidi največkrat pokažejo povišano število levkocitov (levkocitoza), znižano število trombocitov (trombocitopenija) in presnovno acidozo.

## Zdravljenje

### Prva pomoč
Zaradi raznolikosti kačjih ugrizov se lahko določeni vidiki prva pomoči razlikujejo od območja do območja, vendar večina smernic določa, da:
1. moramo pri reševanju najprej poskrbeti za lastno varnost in za varnost ostalih tako, da kačo odženemo stran, če je še na mestu dogodka,
2. poškodovanca pomirimo, saj akutni stres povzroči povečan pretok krvi, s čimer se strup še hitreje razširi, poleg tega panika zamegli presojo situacije,
3. rano očistimo z vodo, sterilno obvežemo in hladimo z obkladki,
4. odstranimo ves nakit in tesna oblačila ter
5. imobiliziramo ud (v nivoju ali pod nivojem srca).

Najpomembnejše je, da poskušamo poškodovanca prepeljati čim hitreje v najbližjo zdravstveno ustanovo ali pokličemo pomoč. Ukrepi, kot so zarezovanje, izrezovanje, izžiganje, izsesavanje, terapevtska uporaba mraza (krioterapija) ali celo električnega toka na mestu ugriza, podvezovanje prizadetega uda in uporaba raznih komercialno dostopnih pripomočkov, so opuščeni, saj ne izboljšajo klinične slike ali povzročijo celo dodatno škodo (npr. pospešijo nastajanje otekline ali povzročajo odmrtje oziroma nekrozo tkiva).
Reševalna ekipa se mora osredotočiti na zagotovitev proste dihalne poti in podporo dihanja, dajanje kisika, vzpostavitev znotrajžilnega (intravenskega) pristopa na neprizadetem udu, infuzijo izotonične tekočine v primeru hudega padca tlaka in prevoz v zdravstveno ustanovo. Pri ugrizih strupenih gožev (npr. tajpanov) je cilj upočasnitev absorpcije strupa z mesta ugriza, zato se lahko tesno preveže celoten prizadeti ud z elastičnim povojem, saj strup omenjenih kač deluje predvsem sistemsko, v glavnem na živčevje, in ne povzroči hujših lokalnih učinkov. Princip tesne preveze je zajezitev glavnine strupa v limfnih žilah in posledično upočasnitev nadaljnjega širjenja. Pred tem ukrepom je seveda treba zanesljivo določiti vrsto kače, reševalec mora biti izkušen v povijanju, saj mora biti celoten ud skupaj z rano kvalitetno previt, nato ga je treba imobilizirati, pritisk povoja mora biti na roki 40–70 mm Hg, na nogi malenkost večji. Poškodovanec nato ne sme sam hoditi, saj se zaradi mehanskega delovanja mišic na žile pospeši krvni obtok. Zato morajo reševalci poškodovanca odnesti s prizorišča nesreče. Omenjeno metodo priporočajo le v Avstraliji.

### Protistrup
Protistrup oziroma antivenin, ki ga vedno apliciramo intravensko, predstavlja bistvo zdravljenja hujše zastrupitve. Hitro in učinkovito pomaga razrešiti klinično sliko, prepreči nadaljnje zaplete in skrajša čas zdravljenja v bolnišnici. Bistvo delovanja protistrupa je vezava protiteles (tj. imunoglobulinov) oziroma njihovih delov na sestavine strupa. Tako jih onesposobi, preden lahko učinkujejo na tarčno tkivo. Ne more odpraviti že nastalih poškodb, kot sta ledvična odpoved ali odmrtje tkiva, ki zahtevajo drugačno zdravljenje. Protistrup je lahko monovalenten ali polivalenten. Monovalenten učinkuje proti strupu določene vrste kače. Polivalenten učinkuje na strup več vrst kač na nekem območju. Delovati mora torej proti določeni vrsti ali skupini kač, saj je v nasprotnem primeru neučinkovit, poleg tega pa lahko povzroči nepotrebne zaplete.
Indikacijo za uporabo protistrupa predstavljajo hudi lokalni znaki, kot je napredovanje otekline preko sklepa ali zajetje polovice prizadetega uda, in izraziti sistemski znaki, predvsem hipotenzija in hemodinamski šok, oteklina sluznic dihal, zaradi katere grozi zaprtje dihalne poti ter motnje zavesti in ostali nevrološki znaki. Pomoč pri odločitvi lahko predstavljajo spremembe v EKG-ju ter laboratorijski kazalci, predvsem levkocitoza, presnovna acidoza, hemoliza in motnje strjevanja krvi. Za uporabo se hitreje odločimo pri otrocih in nosečnicah, ki predstavljajo najbolj ogroženi skupini.
Kvaliteta protistrupov se po svetu zelo razlikuje in ponekod se takojšnja preobčutljivostna reakcija (anafilaksija) pojavi v več kot polovici primerov, zato ponekod priporočajo preventivno aplikacijo antihistaminikov (npr. difenhidramin ali cimetidin) ter adrenalina pred protistrupom. Glede tega so  potrebne nadaljnje raziskave. Če se reakcija pojavi, je treba začasno ustaviti infuzijo protistrupa, aplicirati antihistaminike, glukokortikoide (intravensko) in adrenalin (intramuskularno).

### Ostali ukrepi
Poleg protistrupa je bistveno tudi simptomatsko in podporno zdravljenje, ki je usmerjeno v lajšanje simptomov in zagotavljanje življenjskih funkcij. Za odpravo bolečine uporabljamo analgetike, med katerimi se izogibamo tistim, ki vplivajo na strjevanje krvi (npr. aspirin). Pri hipotenziji dajemo infuzijo tekočin in v hujših primerih ukrepamo z zdravili za vzdrževanje krvnega tlaka kot so dobutamin, noradrenalin in dopamin. Pri zapori dihalne poti dajemo kortikosteroide, antihistaminike in adrenalin. K odpravi nevroloških znakov lahko pripomorejo inhibitorji acetilholin-esteraze, kot sta edrofonij in neostigmin. Krvne pripravke se redkokdaj uporabi, npr. pri bolnikih, ki imajo nevarno nizko število trombocitov. Akutna ledvična odpoved zahteva obravnavo nefrologa in po potrebi dializno zdravljenje. Normalno delovanje ledvic se  pogosto povrne. Mnogokrat je potrebna presaditev (transplantacija) ledvic zaradi nepopravljive obojestranske okvare.
Pri sprejetju v bolnišnico je treba preveriti status cepljenja proti tetanusu. V dnevih po ugrizu in po stabilizaciji strjevanja krvi je treba rano očistiti odmrlega tkiva. Na nekaterih območjih se uvede tudi preventivno antibiotično zdravljenje zaradi nevarnosti naknadne bakterijske okužbe. Za zmanjšanje otekline se lahko da manitol. Utesnitveni sindrom se zelo redko pojavi, še redkeje je potreben kirurški poseg, pri katerem se prereže ovojnice mišic (fasciotomija), s čimer se sprosti tlak v mišičnih ložah in povrne normalen krvni obtok.

### Odpust in okrevanje
Vsakega zastrupljenca je treba zadržati najmanj 24 ur na opazovanju (razen v primeru suhega ugriza), saj se sistemski učinki lahko pojavijo šele več ur po ugrizu, kar še posebej velja za ugrize mnogih strupenih gožev, kot so koralne in morske kače.
Po odpustu se lahko pojavijo naknadna bakterijska okužba, s protistrupom povezana serumska bolezen in pri ugrizu Russelovega gada (D. russelii) odpoved delovanja hipofize, na kar je treba okrevanca opozoriti. V hujših primerih je treba s fizioterapijo pričeti zgodaj, da si okrevanec povrne delovno zmožnost. Incidenca dolgoročnih posledic, kot sta zmanjšan obseg gibanja in motnje občutkov, je verjetno velika, po nekaterih ocenah celo večja od 30 %.

## Preventiva
Povečini kače niso agresivne in ne bodo napadle, dokler se ne bodo počutile izzvane. Veliko napadov se namreč zgodi, ko hočejo ljudje prijeti kačo v roke ali jo ubiti. Kače so najbolj aktivne v mesecih od marca do oktobra, kar sovpada s povečano aktivnostjo ljudi v naravi (rekreacija, kmetijska opravila itn.).
Priporočljivo se je seznaniti z vrstami strupenjač, ki prebivajo v okolju bivališča. Tako se lahko izogibamo znanih nahajališč kot so visoka trava, skalnata pobočja, močvirja in padla debla. Poleg tega lažje prepoznamo vrsto kače, kar omogoča učinkovitejše zdravljenje. Pri hoji skozi visoko travo lahko morebitno kačo odženemo z dolgo palico, dobro je nositi dolge hlače in gumijaste škornje. Ponoči je dobro imeti žepno svetilko, da si osvetlimo pot.
V okolici hiše je treba odstraniti podrast, igrače in orodja, ki so lahko dobra skrivališča kač. Odstraniti je treba gnilo sadje, ostanke hrane na tleh ipd., kar privablja glodavce in ostale majhne živali, s tem pa tudi kače, ki so njihovi plenilci.
Nekatere kače se lahko pretvarjajo, da so mrtve, pri čemer se obrnejo na hrbet in izplazijo jezik, kar lahko zavede tudi človeka, ki jo prime v roke iz radovednosti. Prav tako je nevarno prijemati očitno mrtvo kačo, ko je glava odsekana od preostalega telesa, saj lahko glava še vedno refleksno reagira in ugrizne človeka. Mrtva kača ne more uravnavati iztisnjene količine strupa, zato so posledice lahko toliko hujše.

## Kulturni pomen strupenjač in zgodovina
Kače zavzemajo v človeških kulturah posebno mesto. Nekatere zgodnje visoke civilizacije so jih častile kot božanstva, v drugih so bile prispodoba zla in prezirane. Predpisano zdravljenje ugrizov kač, med ostalim rogatih gadov (Cerastes), je opisano že v Brooklynskem medicinskem papirusu, ki izhaja iz časa 13. dinastije v Starem Egiptu. Stara zaveza opisuje bronasto strupeno kačo, ovito okoli palice (podobna Eksulapovi palici), ki jo je Mojzes naredil po ukazu Boga zato, da bi pri Izraelcih pozdravil kačje ugrize; v obdobju judovskega kralja Ezekija je bila palica znana tudi pod imenom Nehuštan.
V srednjeveški Evropi so zapornike, obsojene na smrtno kazen, včasih vrgli v jamo, gosto naseljeno s strupenjačami. Podobne usmrtitve so bile pogoste v južnem Hanu v obdobju petih dinastij in desetih kraljestev in v Indiji. Včasih so bile strupenjače sredstvo za izvedbo samomora. Najznamenitejši primer je samomor egipčanske kraljice Kleopatre VII. (verjetno z egipčansko kobro, Naja haje), po tem, ko je izvedela za smrt Marka Antonija.
V literaturi je uporaba strupenjače za prikrit umor omenjena npr. v Doylovi zgodbi The Adventure of the Speckled Band, vendar je v resničnosti le malo dokumentiranih primerov tovrstnih umorov. Po nekaterih podatkih naj bi bil Boris III. Bolgarski, zaveznik nacistične Nemčije med drugo svetovno vojno, umorjen s strupom strupenjače, vendar dokazov za to ni. V medicinski literaturi je omenjen vsaj en primer samomora z ugrizom puhnice (Bitis arietans).

## Ugrizi kač v Sloveniji
V Sloveniji živijo tri avtohtone strupenjače iz družine gadov, in sicer modras (Vipera ammodytes), navadni gad (V. berus) ter laški oziroma rilčasti gad (V. aspis). Z izjemo Prekmurja je modras razširjen po vsej državi. Prebiva predvsem na suhih in skalnatih površinah, v grmičevju, travnikih in gozdnih obronkih do nadmorske višine 2.000 m ter je dnevno aktivna kača. Navadni gad je prav tako dnevno aktiven in se raje zadržuje na hladnejših in vlažnih območjih, kot so močvirja, barje, gozdni obronki in jase v alpskem ter dinarskem svetu; v Alpah prebiva tudi nad 2.000 m višine. Laški gad je v Sloveniji najredkejši, saj prebiva le na območju Breginjskega kota na suhih, toplih in prisojnih območjih. V toplih dnevih je aktiven predvsem v mraku in ponoči, v hladnejših pa podnevi.
Po podatkih Centra za zastrupitve je bilo v letih od 1999 do oktobra 2008 zabeleženih okoli 40 ugrizov, od tega jih je bilo največ pripisano navadnemu gadu. Skoraj 80 % ugrizov je bilo povzročenih v osrednji in zahodni Sloveniji. Zadnji smrtni primer zaradi kačjega ugriza smo v Sloveniji zabeležili leta 1999.
V spodnji galeriji so prikazane strupenjače, ki živijo v Sloveniji.
- Modras (V. ammodytes)
- Navadni gad (V. berus)
- Laški gad (V. aspis)